# Sebastes caurinus
Sebastes caurinus är en fiskart som beskrevs av Richardson, 1844. Sebastes caurinus ingår i släktet Sebastes och familjen kungsfiskar. Inga underarter finns listade i Catalogue of Life.